# Organické kyseliny
Organické kyseliny jsou organické sloučeniny s vlastnostmi kyselin. Nejběžnějšími organickými kyselinami jsou karboxylové kyseliny, jejichž kyselost je způsobena karboxylovou skupinou -COOH. Sulfonové kyseliny, obsahující skupinu -OSO2H, jsou poměrně silnými kyselinami. Relativní stabilita konjugovaného základu kyseliny předurčuje její kyselost. Látkám mohou propůjčovat kyselost, obvykle slabší, i jiné skupiny: -OH, -SH, enolová nebo fenolová skupina. V biologických soustavách se organické látky, které obsahují pouze tyto skupiny, obecně neoznačují jako organické kyseliny.
Mezi běžné organické kyseliny patří například:
- kyselina mléčná
- kyselina octová
- kyselina mravenčí
- kyselina citronová
- kyselina šťavelová

## Charakteristika
Obecně jsou organické kyseliny slabými kyselinami a na rozdíl od minerálních kyselin tedy nedochází ve vodě k jejich úplné disociaci. Organické kyseliny s nižší molekulární hmotností, například kyselina mravenčí nebo mléčná, jsou mísitelné s vodou, zatímco kyseliny s větší molekulární hmotností (například kyselina benzoová) jsou v molekulární (neutrální) formě nerozpustné.
Na druhou stranu, většina organických kyselin se velmi dobře rozpouští v organických rozpouštědlech. Kyselina p-toluensulfonová je poměrně silná kyselina často používaná v organické chemii, protože se snadno rozpouští v rozpouštědle použitém při reakci.
Existují výjimky z této charakteristiky rozpustnosti, a to v přítomnosti dalších substituentů, které ovlivňují polaritu sloučeniny.

## Použití
Jednoduché organické kyseliny jako kyselina mravenčí nebo octová se používají pro stimulaci ve vrtech pro těžbu ropy a zemního plynu. Tyto organické kyseliny jsou mnohem méně reaktivní s kovy než silné minerální kyseliny, jako je kyselina chlorovodíková nebo její směsi s kyselinou fluorovodíkovou. Z tohoto důvodu se organické kyseliny používají za vyšších teplot nebo pokud jsou potřeba delší kontaktní časy.
Konjugované báze organických kyselin, například citronany nebo mléčnany, se často používají jako biologicky kompatibilní pufrovací roztoky.
Kyseliny citronová a šťavelová se používají jako odrezovače. Jakožto kyseliny dokáží rozpouštět oxidy železa, na rozdíl od silnějších minerálních kyselin nepoškozují však základní kov. V disociované formě mohou s kovovými ionty tvořit cheláty, což napomáhá zrychlit odstraňování koroze.
Biologické systémy tvoří mnoho komplexnějších organických kyselin, například kyselinu L-mléčnou, citronovou nebo D-glukuronovou, které obsahují hydroxylové nebo karboxylové skupiny. Lidská krev a moč obsahuje zmíněné kyseliny, navíc také kyselé degradační produkty aminokyselin, neurotransmiterů a látek vzniklých působením střevních bakterií na složky potravy. Příkladem těchto kategorií jsou kyseliny alfa-ketoisokaproová, vanilmandlová a D-mléčná, vzniklé při katabolismu L-leucinu a epinefrinu (adrenalinu) v lidských tkáních, resp. při katabolismu požitých sacharidů střevními bakteriemi.

Obecná struktura několika slabých organických kyselin. Zleva doprava: fenol, enol, alkohol, thiol. Vodík, jenž je nositelem kyselosti, je v každé z molekul obarven červeně.

Obecná struktura několika silných organických kyselin. Zleva doprava: karboxylová kyselina, sulfonová kyselina. Vodík, jenž je nositelem kyselosti, je v každé z molekul obarven červeně.